# McLaren Artura
McLaren Artura — гибридный спортивный автомобиль, разработанный и изготовленный британским автопроизводителем McLaren Automotive, производство которого начался в 2021 году.
По данным McLaren, Artura может разгоняться до 100 км/ч (62 мили в час) за 2,9 секунды, до 200 км/ч (124 мили в час) за 8,3 секунды, может развивать максимальную скорость 330 км/ч (205 миль в час) и имеет 1⁄4 мили (402 м) время 10,7 секунды.
Электродвигатель, используемый в Artura, выдает 95 л. с. (94 л. с.; 70 кВт) и 225 Нм крутящего момента (166 футов⋅фунт). Суммарный пик крутящего момента меньше, чем сумма обеих сторон, поскольку выход ограничен «оптимизацией характеристик управляемости силовой установки». Литий-ионный аккумулятор емкостью 7,4 кВт * ч весит 88 кг (194 фунта) и расположен под задней частью пассажирского салона. McLaren заявляет, что в соответствии с европейской методологией тестирования время зарядки составляет 2,5 часа при 80-процентной зарядке с использованием кабеля EVSE и 19-мильной электрической дальности. Этот двигатель заменяет передачу заднего хода, аналогичную Ferrari SF90 Stradale. Общая масса всех электрических компонентов составляет 130 кг (287 фунтов), что означает, что вес Artura всего на 46 кг (102 фунта) больше, чем у его предшественника, McLaren 570S. Дальность хода Artura составляет 19 миль (30,6 км) в режиме только на электричестве.